# Puya casmichensis
Puya casmichensis är en gräsväxtart som beskrevs av Lyman Bradford Smith. Puya casmichensis ingår i släktet Puya och familjen Bromeliaceae. Inga underarter finns listade i Catalogue of Life.